# Iwiczna
Iwiczna – wieś w Polsce położona w województwie łódzkim, w powiecie kutnowskim, w gminie Krośniewice. Miejscowość wchodzi w skład sołectwa Szubina. Iwiczna jest gniazdem średniowiecznego rodu Iwickich herbu Kuszaba. Stąd pochodził kanonik ołomuniecki Jan Iwicki z Iwiczny, kontrreformator, zmarły 3 grudnia 1598 roku pisarz polityczny i profesor prawa na uniwersytecie w Ingolstadt.
Wieś szlachecka położona była w drugiej połowie XVI wieku w powiecie łęczyckim województwa łęczyckiego. W latach 1975–1998 miejscowość administracyjnie należała do województwa płockiego.
Miejscowość leży przy drodze krajowej nr 92.
Obok Iwicznej przepływa niewielka rzeka dorzecza Bzury, Miłonka – prawy dopływ Ochni.